# اسماعیل ممتاز
میرزا اسماعیل‌خان ممتازالدوله (۱۲۵۸ در تبریز – ۱۳۱۲ در تهران) سیاستمدار، مترجم، کنسول و وزیر ایرانی در دوران مظفرالدین‌شاه تا رضاشاه بوده‌است. وی در سن ۵۵ سالگی بر اثر بیماری قلبی در تهران درگذشت. ممتازالدوله در اوایل صدارت سلطان عبدالمجید میرزا عین‌الدوله به تهران آمد و در دستگاه عین‌الدوله با سمت مترجمی مشغول به کار شد و بر حسب دستور دولت وقت قانون دادگستری را از ترکی عثمانی به فارسی ترجمه کرد و دولت با تصویب شاه اجرای آن را اعلام کرد. ممتازالدوله با مشروطه خواهان همکاری می‌کرد. در دورهٔ اول انتخابات عجیبه مردم اراک به دلیل اختلاف نتوانستند نماینده خود را انتخاب کنند، ممتازالدوله از مرکز به عنوان نماینده اراک پیشنهاد شد و چون وارد مجلس شد، با راه یافتن به کمیسیون‌های مجلس به صف اعتدالیون پیوست. پس از استعفای احتشام السلطنه از ریاست مجلس شورای ملّی در سال ۱۳۲۶ق ممتازالدوله در دوم ربیع الثانی همین سال به ریاست مجلس شورای ملی برگزیده شد. مجلس اول مشروطیت که کمتر از دو سال دوام داشت ـ ۱۴ مهر ۱۲۸۵ تا ۲ تیر ۱۲۸۷ ـ شاهد تحولات بسیاری بود. این مجلس که مولود قیام مردم بود، پیش از پایان دوره قانونی خود به علت مخالفت محمدعلی‌شاه قاجار با مشروطه‌طلبان توسط کلنل لیاخوف، رئیس روسی قزاقخانه و تعدادی از افسران روس به توپ بسته شد. در این حادثه حکیم‌الملک (ابراهیم حکیمی)، بهاءالواعظین و ممتازالدوله موفق به فرار شدند. میرزا جهانگیرخان و ملک‌المتکلمین دستگیر شده و در باغشاه به قتل رسیدند. سیدمحمدصادق طباطبائی و سیدعبدالله بهبهانی دستگیر شده مورد اهانت و ضرب و شتم قرار گرفتند.

## اوایل زندگی
میرزا اسماعیل ممتاز فرزند میرزا علی‌اکبر مکرم‌السلطنه و نوه آقا صمد صراف تبریزی بود که در سال ۱۲۵۸ ه‍.خ در تبریز به دنیا آمد. دوران کودکی خود را در تبریز به پایان رساند و بعد از آن برای تحصیل در شاخه‌های حقوق و زبان فرانسه عازم استانبول شد. در سال ۱۲۷۴ به ایران بازگشت و در وزارت امور خارجه مشغول به کار شد. یکسال بعد با عنوان سفیر دوم ایران به استانبول رفت و مدتی با سمت‌های کنسول و سرکنسول ایران مشغول به کار شد.
ممتازالدوله در اوایل صدارت عین‌الدوله به تهران آمد و در دستگاه حکومتی وی با سمت مترجم مشغول به کار شد و بر حسب دستور دولت وقت، قانون قضاوت را از ترکی عثمانی به فارسی ترجمه کرد و دولت وقت با تصویب شاه اجرای آن را اعلام نمود.

## فعالیت‌های سیاسی
ممتازالدوله با مشروطه‌خواهان در ارتباط بود. در دوره اول انتخابات مجلس شورای ملی به دلیل اختلاف بر سر انتخاب نماینده مردم اراک، به عنوان نماینده مردم این شهر انتخاب شد و در آنجا با راه یافتن به کمیسون‌های تخصصی مجلس، از سیاستمداران معتدل محسوب شد. پس از استعفای احتشام‌السلطنه از ریاست مجلس شورای ملی ممتازالدوله در ۲۳ فروردین ۱۲۸۷ به جای او برگزیده شد.
به دنبال به توپ بسته شدن مجلس شورای ملی توسط محمدعلی‌شاه، اختلاف بین نمایندگان تندرو و معتدل بالا گرفت و ممتازالدوله تصمیم گرفت توسط برادرش (ممتاز السلطنه) از دولت فرانسه پناهندگی سیاسی بگیرد. به لندن رفت و در مصاحبه‌های مطبوعاتی (به عنوان رئیس مجلس متواری ایران) از تخلفات و استبداد اطرافیان محمدعلی شاه سخن گفت که در روزنامه‌های آن زمان به چاپ رسید.
وی پس از چندی به عضویت انجمن طرفداران ایران درآمد. به پاریس نزد برادرش ممتازالسلطنه رفت که سمت وزیرمختاری ایران را بر عهده داشت و عضویت انجمن ایرانیان مقیم در پاریس و جمعیت فرانسه و ایران را پذیرفت. در این زمان وی به فعالیت‌های سیاسی خود در فراهم نمودن زمینه مقدمات قیام مردم اصفهان و حمله مجاهدین به تهران مشغول بود. پس از فتح تهران و پیروزی مشروطه‌خواهان و عزل محمدعلی شاه، در سال ۱۲۸۷ به ایران بازگشت و به عنوان نماینده آذربایجان در مجلس شورای ملی انتخاب و به مدت هفت ماه نایب رئیس دوم مجلس شد.
با استعفای ذکاء الملک از ریاست مجلس، نمایندگان در یازدهم بهمن ۱۲۸۹ او را به ریاست مجلس برگزیدند. اما دوره ریاستش پنج هفته بیشتر طول نکشید و در شانزدهم اسفند استعفا داد و به عنوان وزیر مالیه به دولت سپهدار تنکابنی پیوست. پس از دو ماه و نیم به دلیل «نقاهت مزاج» از وزارت مالیه استعفا داد و به جای آن عهده‌دار وزارت تجارت و پست و تلگراف و تلفن شد. اما دوران وزارت پست و تلگراف او چند هفته ای بیشتر طول نکشید و سپهدار با ترمیم کابینه اش در ۲۶ تیر ۱۲۹۰ وزارت تجارت و پست و تلگراف را به مشیرالدوله داد.
ممتازالدوله در کابینه مستوفی‌الممالک عهده‌دار پست وزارت مالیه و وزارت پست و تلگراف، در کابینه محمدولی تنکابنی (سپهدار اعظم) وزیر مالیه و در کابینه صمصام‌السلطنه عهده‌دار پست وزارت عدلیه شد. در ۱۶ تیر ۱۲۹۲ علاءالسلطنه، رئیس الوزرا، برای ترمیم کابینه خود، ممتازالدوله را به عنوان وزیر تجارت معرفی نمود.
وی در جریان قرارداد ۱۹۱۹ وثوق الدوله به جمع مخالفان پیوست و به کاشان تبعید شد. مدتی بعد پس از برکناری وثوق‌الدوله به تهران بازگشت.
در کودتای ۱۲۹۹نام ممتازالدوله جزو ۷۰ نفری بود که به دستور سید ضیاء بازداشت شدند.

## فرار از مجلس و بازگشت مجدد
ممتازالدوله که در ۱۲۸۶ در سن ۳۲ سالگی به ریاست مجلس اول رسیده بود وقتی تجمع نظامیان روس در میدان بهارستان را دید تلفن را برداشت و به شاه اعتراض و پرخاش کرد. اما در همان حال اولین گلوله توپ به مجلس برخورد کرد و باعث تخریب قسمتی از تلفنخانه مجلس شد. رئیس مجلس، نمایندگان را از تصمیم شاه برای انهدام مجلس و بازداشت و مجازات نمایندگان باخبر کرد و خود همراه با جمع دیگری از نمایندگان مشروطه‌خواه از درب پشت مجلس فرار کردند و سراسیمه خود را به پارک امین‌الدوله رساندند. صاحب پارک که از ورود رئیس مجلس و همراهانش بیمناک شده بود فوراً مراتب را به شاه اطلاع داد. دیری نگذشت که سربازان دولتی به پارک آمدند و سرکوب و شکنجه پناهندگان را آغاز کردند. ممتازالدوله با مشاهده این وضعیت خود را در لابه‌لای توده‌ای از درختان انگور پنهان کرد و تا تاریکی شب در آن مکان ماند. باغبان پارک که از محل اختفای رئیس مجلس خبر داشت او را تا سپیدهٔ صبح نزد خود پناه داد. در اولین ساعت‌های صبح، ممتازالدوله کلاه پاره‌ای بر سر و بیلی بر دوش نهاد و شلوارش را تا زانو بالا زد و با کفش مندرسی در کسوت کارگران میرآب از برابر چشم سربازان مسلح، به بیرون از پارک رفت و دور شد. در بین راه عده‌ای او را برای بیل زدن به باغچه منزل خود و عده‌ای نیز وی را برای انجام سایر امور کارگری دعوت به کار کردند. ممتازالدوله نیز که کاملاً ناشناخته مانده بود به هر متقاضی، وعده‌ای داد تا توانست خود را به منزل یکی از دوستانش برساند. او چند روزی در این منزل به سر برد تا اینکه تصمیم گرفت از راه روسیه به اروپا برود. اما از بیم شناسایی خود و به توصیه و اصرار اکید دوستش، راهی سفارت فرانسه شد. او که به زبان‌های فرانسه و انگلیسی تسلط کامل داشت، درخواست مسوولان سفارت برای اقامت چند روزه در این مکان را رد کرد و در همان روز ورود، با راهنمایی فرستادگان سفارت و با لباس مبدل رهسپار مرز روسیه شد. روزی که با ترن از باکو به تفلیس می‌رفت ناراحت و پریشان خیال در ایستگاهی از قطار برای لحظاتی پیاده شد. اما پیش از سوار شدن مجدد وی درهای قطار بسته شد و ترن بدون وی به حرکت درآمد. ممتازالدوله به ژاندارمری مستقر در ایستگاه پناه برد و متوجه شد که باید یک شبانه‌روز در انتظار ورود قطار بعدی بماند. وی شب را در گوشه ایستگاه راه‌آهن روی زمین خوابید و روز بعد، از زبان مأموران ژاندارمری شنید که قطار دیروزی دچار سانحه شده و بسیاری از مسافران آن جان خود را از دست داده‌اند. ممتازالدوله با قطار جدید خود را به تفلیس رساند و از آنجا رهسپار اروپا شد. او به پاریس رفت و در آنجا با معرفی خود چگونگی حادثه حمله به مجلس و جنایت محمدعلی شاه و نظامیان روس را برای نمایندگان مطبوعات تشریح کرد. ممتازالدوله تا سقوط محمدعلی شاه در فرانسه ماند سپس به کشور بازگشت و در انتخابات مجلس دوم که یک سال و چهار ماه پس از به توپ بستن مجلس اول برگزار شد، به عنوان نماینده مردم تبریز راهی مجلس شد. او چند ماهی مجدداً به ریاست مجلس برگزیده شد سپس تا قبل از به قدرت رسیدن وثوق‌الدوله در چند کابینه سمت وزارتخانه‌های مالیه یا عدلیه را عهده‌دار شد.

## تبعید به کاشان
با به قدرت رسیدن وثوق‌الدوله، وی بنای ناسازگاری نهاد و قرارداد ۱۹۱۹ را مورد حمله شدید قرار داد و این منجر به بازداشت و تبعید وی به کاشان شد. او تا زمان سقوط کابینه وثوق‌الدوله در تبعید باقی ماند سپس به تهران آمد. با کودتای رضاخان نیز مخالفت کرد از این رو دستگیر و روانه زندان شد. در تمام مدت کابینه ۱۰۰ روزه سیدضیاءالدین طباطبائی، وی در زندان بود. پس از سقوط سیدضیاء وی از زندان آزاد شد و در کابینه قوام به وزارت معارف و اوقاف برگزیده شد. در کابینه دیگر قوام نیز وزیر علوم شد. وی مدت کوتاهی عضو کابینه بود و بعد از آن تاریخ دیگر کار مهمی به او ارجاع نشد و غالباً از وجود او در شورای معارف یا ورزش استفاده می‌شد.

## مرگ
ممتازالدوله سرانجام در ۳۰ آذر ۱۳۱۲ در ۵۴ سالگی در تهران درگذشت. در زمان مرگ ریاست شورای عالی معارف با او بود.